# Kurzschluss hoch drei
Kurzschluss hoch drei ist ein deutscher Kurzfilm aus dem Jahr 2024. In den Hauptrollen sind Anke Engelke und Matthias Brandt zu sehen.

## Handlung
Bettina Maurer und Martin Hofmann treffen sich in Berlin in Martins Wohnung. Bettina und Martin fahren mit dem Aufzug in den 7. Stock, weil Martin Bettina dort seine Dachterrasse zeigen möchte. Zunächst bleiben die beiden mit dem Fahrstuhl stecken und drücken den Notknopf. Tatsächlich erreichen sie jemanden, können das Gespräch aber nach kurzer Zeit beenden, weil der Fahrstuhl seine Fahrt doch fortsetzt und schließlich seine Türen im 7. Stock öffnet. Dann betreten beide die Dachterrasse und Bettina stellt zunächst fest, dass es sich lediglich um ein Dach und um keine Terrasse handelt. Während die beiden streiten, fällt schließlich die Tür zum Dach ins Schloss und Bettina und Martin sind mal wieder gefangen. Zunächst finden die beiden eine tote Taube und werfen diese gegen ein Fenster einer ca. zwei Meter entfernten Dachterrasse, weil dort hinter dem Fenster Licht brennt. Die Nachbarin ärgert sich aber nur über die tote Taube und ist nicht bereit, Bettina und Martin zu helfen. Nachdem Bettina und Martin ihren Streit fortgesetzt und sich im Anschluss auch wieder versöhnt haben, entschließen sie sich, auf die gegenüberliegende Dachterrasse zu springen. Als sie gerade abgesprungen sind, betritt Martins Tochter Lena das Dach und sieht den beiden irritiert hinterher.

## Veröffentlichung
Kurzschluss hoch drei ist eine Silvesterkomödie, welche am 29. Dezember 2024 in der ARD Mediathek veröffentlicht und am 30. Dezember 2024 bei Das Erste erstausgestrahlt wurde.